# Nimravus
Nimravus ist eine ausgestorbene Gattung etwa leopardengroßer, katzenartiger Raubtiere, die im frühen und mittleren Oligozän in Nordamerika und Europa verbreitet war. Sie ist die namensgebende Gattung innerhalb der Familie der Nimravidae. Im Gegensatz zu anderen Nimraviden wie Eusmilus waren die oberen Eckzähne weniger stark vergrößert und erreichten nur eine ähnliche relative Größe wie bei heutigen Großkatzen.
Eine Reihe gut erhaltener Schädel der Typusart Nimravus brachyops wurde in den US-Staaten Oregon, Nebraska und Süddakota gefunden. Der Schädel ist sehr katzenähnlich und vermutlich kamen die Vertreter der Gattung in ihrem Aussehen den heutigen Katzen sehr viel näher als manche ihrer direkten Vorfahren. Andere Merkmale der Schädel wie die Ausprägung der Zähne und der Ohrregion zeigen aber deutlich die typischen Eigenschaften der Nimraviden. Über das postcraniale Skelett ist wenig bekannt. Es scheint aber, dass Schenkel- und Fußknochen sehr viel schlanker waren als die anderer Nimraviden des Oligozäns.

## Arten
- Nimravus brachyops (Cope, 1878) – Nordamerika
- Nimravus sectator Matthew, 1907 – Nordamerika
- Nimravus intermedius (Filhol, 1872) – Europa